# Красна Поляна (Новосергієвський район)
Кра́сна Поля́на (рос. Красная Поляна) — селище у складі Новосергієвського району Оренбурзької області, Росія.

## Населення
Населення — 503 особи (2010; 433 у 2002).
Національний склад (станом на 2002 рік):
- росіяни — 73 %